# 静岡県立磐田西高等学校
静岡県立磐田西高等学校（しずおかけんりつ いわたにしこうとうがっこう）は、静岡県磐田市中泉にある県立高等学校。通称は「磐西」（いわにし）。

## 設置学科
- 普通科
- 総合ビジネス科

## 沿革
- 1939年3月 - 中泉町立中泉商業学校（乙種）設立許可。
- 1942年4月 - 静岡県磐田商業学校（甲種）に改称。
- 1944年9月 - 静岡県磐田工業学校に転換。
- 1946年3月 - 静岡県磐田工業学校廃止。
- 1946年4月 - 静岡県磐田商業学校に復元。
- 1948年4月 - 県立移管とともに新制高等学校へ移行し静岡県立磐田実業高等学校と改称。
- 1949年4月 - 静岡県立磐田第二高等学校と統合。静岡県立磐田北高等学校に改称。
- 1952年4月 - 磐田北高校から商業科が分離独立し、静岡県立磐田商業高等学校となる。
- 1991年4月 - 静岡県立磐田西高等学校と改称。

## 校歌
- 作詞: 鈴木達男
- 作曲: 中嶋 静

## アクセス
- JR東海道線磐田駅より、徒歩約20分
- 遠鉄バス中ノ町磐田線、磐田市掛塚磐田駅線 ｢磐田西高｣停留所から、徒歩約10分

## 不祥事
2009年度から翌年度にかけて男子生徒計74人が校内外の店舗で万引きを行ったり、校内で他の生徒の財布から現金を盗んだりしていたことが発覚。静岡県監査委員が2011年に学校名を公表して情報公開を行った。

## 著名な卒業生
- 池田明美（競艇選手）
- 池田浩美（競艇選手）
- 八幡カオル（お笑い芸人）
- 神谷えりな（仮面女子、スチームガールズ）
- 中野誠也 （サッカー選手、大宮アルディージャ)
- 深谷知博（競艇選手）